# Inocybaceae
De Inocybaceae zijn een familie van schimmels uit de orde Agaricales die 13 geslachten en 821 soorten bevat. Inocybaceae komen wijd verspreid voor in tropische en gematigde gebieden.
Inocybaceae is een recent (2008) geaccepteerde benaming. Hoewel reeds door Jülich in 1982 voorgesteld, werden Inocybe tot voor kort algemeen tot de familie van de Cortinariaceae gerekend.

## Geslachten
De Index Fungorum geeft de onderstaande geslachten voor de Inocybacaeae:
- Astrosporina J. Schröt. (1889)
- Auritella Matheny & Bougher (2006)
- Auritella Matheny & Bougher (2006)
- Calathinus Quél. (1886)
- Clypeus (Britzelm.) Fayod (1889)
- Crepidotus (Fr.) Staude (1857)
- Cymbella Pat. (1886)
- Cyphellathelia Jülich (1972)
- Dochmiopus Pat. (1887)
- Epicorticium Velen. (1926)
- Flammulaster Earle (1909)
- Flocculina P.D. Orton (1960)
- Inocibium Earle (1909)
- Inocybe (Fr.) Fr. (1863)
- Inocybella Zerova (1974)
- Inosperma (Kühner) Matheny & Esteve-Rav. (2019)
- Marasmiopsis Henn. (1898)
- Mallocybe (Kuyper) Matheny, Vizzini & Esteve-Rav. (2019)
- Octojuga Fayod (1889)
- Pellidiscus Donk (1959)
- Phaeocarpus Pat. (1887)
- Phaeocyphella Pat. (1900)
- Phaeocyphella Speg. (1909)
- Phaeoglabrotricha W.B. Cooke (1961)
- Phaeomarasmius Scherff. (1897)
- Phaeomyces E. Horak
- Phaeosolenia Speg. (1902)
- Phialocybe P. Karst. (1879)
- Pleuroflammula Singer (1946)
- Pleurotellus Fayod (1889)
- Pseudosperma (Kauffman) Matheny & Esteve-Rav. (2019)
- Ramicola Velen. (1929)
- Simocybe P. Karst. (1879)
- Tremellastrum Clem. (1909)
- Tremellopsis Pat. (1903)